# Katarina Jovanović-Blagojević
Katarina Jovanović-Blagojević (* 31. Oktober 1943 in Belgrad, Königreich Jugoslawien unter deutscher Besatzung; † am oder vor dem 15. November 2021) (geborene Katarina Jovanović) war eine jugoslawische Ehren-Großmeisterin der Frauen (WHGM) im Schach.

## Leben und sportliche Erfolge
Katarina Jovanović erlernte das Schachspiel als Zehnjährige von ihrem Vater und teilte bereits zwei Jahre später den 1. Platz bei der Belgrader Frauenmeisterschaft. Mit dem Klub „Roter Stern“ wurde sie, am obligatorischen Frauenbrett spielend, zwischen 1967 und 1976 fünfmal jugoslawischer Mannschaftsmeister. 1961, 1973 und 1974 wurde sie jugoslawische Schachmeisterin. Dreimal gewann Katarina Jovanović-Blagojević das internationale Frauenturnier in Beverwijk (1960–1962) und einmal jenes in Amsterdam (1963).
Ende der 1970er-Jahre zog sich Katarina Jovanović-Blagojević wegen familiärer Verpflichtungen vom aktiven Schach zurück. Für ihre früheren Erfolge erhielt sie von der FIDE 1986 ehrenhalber den Frauen-Großmeistertitel.
Ihre jüngeren Schwestern Ružica Milosavljević und Gordana Marković wurden ebenfalls erfolgreiche Schachspielerinnen und tragen den Internationalen Meistertitel der Frauen.

### Schacholympiaden
Katarina Jovanović-Blagojević vertrat Jugoslawien bei fünf aufeinander folgenden Schacholympiaden. Dabei holte sie 31 Punkte aus 45 Partien. Bei ihrem ersten Start 1963 holte sie mit der Mannschaft die Silbermedaille. Drei Jahre später erhielt sie eine individuelle Bronzemedaille.

### WM-Wettkämpfe
Mehrmals trat die Spielerin im Wettkampfzyklus um die Weltmeisterschaft in Erscheinung. Ihr größter Erfolg war Platz 5 beim Kandidatenturnier zur Schachweltmeisterschaft der Frauen 1965 in Sochumi. Bei den Interzonenturnieren  1971 und 1973 kam sie jeweils auf Plätze im Mittelfeld.